# Barfly
Barfly är en film från 1987 i regi av Barbet Schroeder, baserad på Charles Bukowskis böcker. Charles Bukowskis alter ego Henry Chinaski spelas av Mickey Rourke och hans flickvän Wanda av Faye Dunaway. Charles Bukowski själv förekommer också i filmen, som statist på en bar.

## Handling
Filmen handlar om Charles Bukowskis eget arbetslösa kringflackande liv på sjaskiga barer, där han ofta råkar i slagsmål med bartendern Eddie. Han skriver noveller och skickar in dem till en tidning och han blir "upptäckt" och uppvaktad av den kvinnliga redaktören Tilly som bestämmer sig för att ge ut hans noveller.